# Liste des établissements d'enseignement de Québec
Cet article donne la liste des établissements d'enseignement de la ville de Québec. Le ministère de l'Éducation et de l'Enseignement supérieur du Québec est responsable de la reconnaissance de ces établissements.

## Écoles primaires publiques francophones
| Nom d'établissement                                       | Centre administratif      | Adresse                                               | Arrondissement                     |
| --------------------------------------------------------- | ------------------------- | ----------------------------------------------------- | ---------------------------------- |
| École Anne-Hébert                                         | De la Capitale            | 555, chemin Sainte-Foy, Québec, Québec, G1S 2J9       | La Cité-Limoilou                   |
| École Beausoleil                                          | Premières-Seigneuries     | 2267, avenue Royale, Québec, Québec, G1C 1P5          | Beauport                           |
| École Cardinal Maurice-Roy                                | De la Capitale            | 50, rue Cardinal-Maurice-Roy, Québec, Québec, G1K 8S9 | La Cité-Limoilou                   |
| École de La Chaumière                                     | De la Capitale            | 4285, rue René-Chalout, Québec, Québec, G2B 4R7       | Les Rivières                       |
| École de la Mosaïque                                      | De la Capitale            | 2264, rue Lemieux, Québec, Québec, G1P 2V1            | Les Rivières                       |
| École de l'Apprenti-Sage                                  | De la Capitale            | 2200, rue Coursol, Québec, Québec, G2B 4Y4            | Les Rivières                       |
| École de L'Escabelle                                      | De la Capitale            | 2120, rue Curé-Lacroix, Québec, Québec, G2B 1S1       | Les Rivières                       |
| École des Grands-Saules                                   | De la Capitale            | 4120, rue de Musset, Québec, Québec, G1P 1P1          | Les Rivières                       |
| École des Jeunes-du-Monde                                 | de la Capitale            |                                                       | La Cité-Limoilou                   |
| École Dominique-Savio                                     | de la Capitale            | 2050, rue de la Trinité, Québec, Québec, G1J 2M4      | La Cité-Limoilou                   |
| École du Buisson                                          | N/D                       | 5385, avenue Banville, Québec, Québec, G1P 1H7        | Les Rivières                       |
| École Du Domaine - Jean-XXIII                             | De la Capitale            | 3690, rue Marquis, Québec, Québec, G1P 3B9            | Les Rivières                       |
| École de la Farandole                                     | Premières-Seigneuries     | 139, rue Bertrand, Québec, Québec, G1B 1H8            | Beauport                           |
| École internationale de Saint-Sacrement                   | De la Capitale            | 1430, chemin Sainte-Foy, Québec, Québec, G1S 2N8      | La Cité-Limoilou                   |
| École Jean-de-Brébeuf                                     | De la Capitale            | 1640, 8e Avenue, Québec, Québec, G1J 3N5              | La Cité-Limoilou                   |
| École Joseph-François-Perrault                            | De la Capitale            | 140, chemin Sainte-Foy, Québec, Québec, G1R 1T2       | La Cité-Limoilou                   |
| École Les Prés-Verts - Saint-Bernard                      | De la Capitale            | 1680, roul. La Morille, Québec, Québec, G2K 2L2       | Les Rivières                       |
| École Marie-Renouard                                      | Premières-Seigneuries     | 2970, avenue Gaspard, Québec, Québec, G1C 3V7         | Beauport                           |
| École Marguerite-Bourgeoys                                | De la Capitale            | 325, avenue des Oblats, Québec, Québec, G1K 1R9       | La Cité-Limoilou                   |
| École Monseigneur-Robert                                  | Premières-Seigneuries     | 769, avenue de l'Éducation, Québec, Québec, G1E 1J2   | Beauport                           |
| École Notre-Dame-de-Roc-Amadour                           | De la Capitale            | 1625, Blvd Benoît-XV, Québec, Québec, G1L 2Z3         | La Cité-Limoilou                   |
| École d'éducation internationale Notre-Dame-des-Neiges    | De la Capitale            | 4140, boulevard Gastonguay, Québec, Québec, G2B 1M7   | La Haute-Saint-Charles Des Châtels |
| École du Parc                                             | Premières-Seigneuries     | 90, Blvd des Français, Québec, Québec, G1C 2A7        | Beauport                           |
| École de la Primerose                                     | Premières-Seigneuries     | 155, rue Bessette, Québec, Québec, G1C 7A7            | Beauport                           |
| École aux Quatre-Vents                                    | Premières-Seigneuries     | 41, rue Tanguay, Québec, Québec, G1E 6A3              | Beauport                           |
| École régionale des Quatre-Saisons (primaire/secondaire)  | de la Capitale            | 215, rue des Peupliers Ouest, Québec, Québec, G1L 1H8 | La Cité-Limoilou                   |
| École de la Relance                                       | Premières-Seigneuries     | 3510, rue Cambronne, Québec, Québec, G1E 7H2          | Beauport                           |
| École de la Ribambelle                                    | Premières-Seigneuries     | 500, rue Anick, Québec, Québec, G1C 4X5               | Beauport                           |
| École Sacré-Cœur                                          | De la Capitale            | 240, rue de Jumonville, Québec, Québec, G1K 1G4       | La Cité-Limoilou                   |
| École Saint-Albert-le-Grand                               | De la Capitale            | 301, rue des Peupliers Est, Québec, Québec, G1L 1S6   | La Cité-Limoilou                   |
| École de la Pléiade                                       | Premières-Seigneuries     | 2324, avenue Renouard, Québec, Québec, G1E 4C3        | Beauport                           |
| École Saint-Claude                                        | De la Capitale            | 12155, Blvd Saint-Claude, Québec, Québec, G2B 1H4     | La Haute-Saint-Charles Des Châtels |
| École Saint-Édouard                                       | Premières-Seigneuries     | 15, rue Saint-Edmond, Québec, Québec, G1E 5C8         | Beauport                           |
| École Sainte-Odile                                        | De la Capitale            | 2825, rue du Curé-Couture, Québec, Québec, G1L 4P7    | La Cité-Limoilou                   |
| École Saint-Fidèle                                        | De la Capitale            | 334, 12e Rue, Québec, Québec, G1L 2L5                 | La Cité-Limoilou                   |
| École Saint-François-d'Assise                             | De la Capitale            | 185, 13e Rue, Québec, Québec, G1L 2K4                 | La Cité-Limoilou                   |
| École Saint-Jean-Baptiste                                 | De la Capitale            | 370, rue Saint-Jean, Québec, Québec, G1R 1P2          | La Cité-Limoilou                   |
| École Saint-Malo                                          | De la Capitale            | 286, Marie-de-l'Incarnation, Québec, Québec, G1N 3G4  | La Cité-Limoilou                   |
| École de Saint-Michel                                     | Premières-Seigneuries     | 453, rue Seigneuriale, Québec, Québec, G1C 3R2        | Beauport                           |
| École Saint-Paul-Apôtre                                   | De la Capitale            | 2352, 8e Avenue, Québec, Québec, G1J 3P2              | La Cité-Limoilou                   |
| École Saint-Pie X                                         | De la Capitale            | 1990, 25e Rue, Québec, Québec, G1J 1L7                | La Cité-Limoilou                   |
| École Saint-Roch                                          | De la Capitale            | 510, rue du Prince-Édouard, Québec, Québec, G1K 8C7   | La Cité-Limoilou                   |
| École du Sous-Bois                                        | Premières-Seigneuries     | 143, rue des Feux-Follets, Québec, Québec, G1B 1K8    | Beauport                           |
| École Stadacona                                           | De la Capitale            | 1455, avenue François-1er, Québec, Québec, G1L 4L3    | La Cité-Limoilou                   |
| École optionnelle Yves-Prévost                            | Premières-Seigneuries     | 945, boul. des Chutes, Québec, Québec, G1E 2C8        | Beauport                           |
| École Des Cœurs-Vaillants – École Cœur-Vaillant           | des Découvreurs           | 3430, boul. Neilson, Québec, G1W 2W1                  | Sainte-Foy–Sillery–Cap-Rouge       |
| École Des Cœurs-Vaillants – École Cœur-Vaillant-Campanile | des Découvreurs           | 3645, chemin Sainte-Foy, Québec, G1X 1T1              | Sainte-Foy–Sillery–Cap-Rouge       |
| École Du Versant – Notre-Dame-de-Foy                      | des Découvreurs           | 762, rue Jacques Berthiaume, Québec, G1V 3T1          | Sainte-Foy–Sillery–Cap-Rouge       |
| École Du Versant – Sainte-Geneviève                       | des Découvreurs           | 700, avenue Cherbourg, Québec, G1X 2V9                | Sainte-Foy–Sillery–Cap-Rouge       |
| École d’éducation internationale Filteau                  | des Découvreurs           | 830, rue Saurel, Québec, G1X 3P6                      | Sainte-Foy–Sillery–Cap-Rouge       |
| École Saint-Mathieu                                       | des Découvreurs           | 995, rue Duchesneau, Québec, G1W 4B1                  | Sainte-Foy–Sillery–Cap-Rouge       |
| École Fernand-Seguin                                      | des Découvreurs           | 2590, rue Biencourt, Québec, G1V 1H3                  | Sainte-Foy–Sillery–Cap-Rouge       |
| École Jouvence                                            | des Découvreurs           | 215, rue Saint-Yves, Québec, G2G 1J8                  | Sainte-Foy–Sillery–Cap-Rouge       |
| École Les Primevères                                      | des Découvreurs           | 1465, rue Félix-Antoine-Savard, Québec G2G 1Z2        | Sainte-Foy–Sillery–Cap-Rouge       |
| École Les Sources                                         | des Découvreurs           | 1181, rue Robert-L.-Séguin, Québec G1X 4P5            | Sainte-Foy–Sillery–Cap-Rouge       |
| École L’Arbrisseau                                        | des Découvreurs           | 4675, rue de la Promenade-des-Sœurs, Québec G1Y 2W2   | Sainte-Foy–Sillery–Cap-Rouge       |
| École L’Étincelle                                         | des Découvreurs           | 1400, rue Falardeau, Québec G2E 2Z6                   | Sainte-Foy–Sillery–Cap-Rouge       |
| École Madeleine-Bergeron                                  | des Découvreurs           | 1088, route de l’Église, Québec G1V 3V9               | Sainte-Foy–Sillery–Cap-Rouge       |
| École Marguerite-d’Youville                               | des Découvreurs           | 1473, rue Provancher, Québec G1Y 1S2                  | Sainte-Foy–Sillery–Cap-Rouge       |
| École Saint-Louis-de-France I                             | des Découvreurs           | 1524, route de l’Église, Québec G1W 3P5               | Sainte-Foy–Sillery–Cap-Rouge       |
| École Saint-Louis-de-France II                            | des Découvreurs           | 1550, route de l’Église, Québec G1W 3P5               | Sainte-Foy–Sillery–Cap-Rouge       |
| École Saint-Michel                                        | des Découvreurs           | 1255, avenue Chanoine-Morel, Québec G1S 4B1           | Sainte-Foy–Sillery–Cap-Rouge       |
| École Saint-Yves                                          | des Découvreurs           | 2475, rue Triquet, Québec G1W 1E3                     | Sainte-Foy–Sillery–Cap-Rouge       |
| École Trois-saisons                                       | des Découvreurs           | 1455, rue Buffon, Québec G2E 5H7                      | Sainte-Foy–Sillery–Cap-Rouge       |
| École de l'Arc-en-Ciel                                    | des Premières-Seigneuries | 570, rue Pacifique, Québec G3C 1W5                    |                                    |
| École du Boisé 1                                          | des Premières-Seigneuries | 651, rue Jacques-Bédard, Québec G2N 1C5               |                                    |
| École du Boisé 2                                          | des Premières-Seigneuries | 99, rue Moïse-Verret, Québec G2N 1E8                  |                                    |
| École du Bourg-Royal                                      | des Premières-Seigneuries | 825, avenue du Bourg-Royal, Québec G2L 1W8            | Charlesbourg                       |
| École du Cap-Soleil                                       | des Premières-Seigneuries | 5256, avenue des Sauges, Québec G1G 3V7               | Charlesbourg                       |
| École St-Pierre                                           | des Premières-Seigneuries | 5250, avenue des Sauges, Québec G1G 3V6               | Charlesbourg                       |

## Écoles primaires publiques anglophones
| Nom d'établissement         | Centre administratif               | Adresse                                            | Arrondissement   | Quartier            |
| --------------------------- | ---------------------------------- | -------------------------------------------------- | ---------------- | ------------------- |
| École primaire de l'Everest | Commission scolaire Central Québec | 2280, Laverdière, Québec, Québec, G1P 2T3          | Les Rivières     | Duberger–Les Saules |
| École primaire Holland      | Commission scolaire Central Québec | 940, avenue Ernest Gagnon, Québec, Québec, G1S 3R2 | La Cité-Limoilou | Saint-Sacrement     |

## Écoles primaires privées francophones
| Nom d'établissement            | Adresse                                       | Arrondissement               | Quartier                                     |
| ------------------------------ | --------------------------------------------- | ---------------------------- | -------------------------------------------- |
| École des Ursulines de Québec  | 4 Rue du Parloir, Québec, Québec, G1R 4S7     | La Cité-Limoilou             | Vieux-Québec–Cap-Blanc–colline Parlementaire |
| École l'Eau-Vive               | 4690, ave Chauveau, Québec, Québec, G2C 1A7   | Les Rivières                 | Duberger-Les-Saules                          |
| Collège Jésus-Marie de Sillery | 2047 chemin St-Louis, Québec, Québec, G1T 1P3 | Sainte-Foy–Sillery–Cap-Rouge | Sillery                                      |

## École primaire privée anglophone
| Nom des établissements  | Adresse                                     | Arrondissement               | Quartier |
| ----------------------- | ------------------------------------------- | ---------------------------- | -------- |
| École Vision de Sillery | 1749, chemin Gomin, Québec (Québec) G1S 1P1 | Sainte-Foy–Sillery–Cap-Rouge | Sillery  |

## École primaire privée francophone spécialisée
| Nom d'établissement                          | Adresse                                                      | Arrondissement   | Quartier |
| -------------------------------------------- | ------------------------------------------------------------ | ---------------- | -------- |
| École oraliste de Québec pour enfants sourds | 1090, boulevard René-Lévesque Ouest, Québec, Québec, G1S 1V5 | La Cité-Limoilou |          |

## Centres de formation professionnelle publics
| Nom d'établissement                                                          | Centre administratif      | Adresse                                          | Arrondissement               | Quartier      |
| ---------------------------------------------------------------------------- | ------------------------- | ------------------------------------------------ | ---------------------------- | ------------- |
| École hôtelière Fierbourg                                                    | des Premières-Seigneuries | 337, 76e Rue O                                   | Charlesbourg                 |               |
| Fierbourg, centre de formation professionnelle                               | des Premières-Seigneuries | 800, rue de la Sorbonne, Québec, Québec, G1H 1H1 | Charlesbourg                 |               |
| École des métiers et occupations de l'industrie de la construction de Québec | De la Capitale            | 1060, rue Borne, Québec, Québec, G1N 1L9         | La Cité-Limoilou             | Saint-Sauveur |
| École hôtelière de la Capitale                                               | De la Capitale            | 7, rue Robert-Rumilly, Québec, Québec, G1K 2K5   | La Cité-Limoilou             |               |
| Centre de formation professionnelle Maurice-Barbeau                          | Des Découvreurs           | 920, rue Noël Carter                             | Sainte-Foy–Sillery–Cap-Rouge |               |

## Écoles secondaires publiques francophones
| Nom d'établissement                       | Centre administratif      | Adresse                                     | Arrondissement            |
| ----------------------------------------- | ------------------------- | ------------------------------------------- | ------------------------- |
| École secondaire Samuel-De Champlain      | des Premières-Seigneuries | 2740, ave St-David Québec (Québec) G1E 4K7  | Beauport                  |
| Polyvalente de Charlesbourg               | des Premières-Seigneuries | 900, rue de la Sorbonne, Québec G1H 1H1     | Charlesbourg              |
| École secondaire Camaradière              | de la Capitale            | 3400, Boul Neuvialle Québec, Québec         | Les Rivières              |
| École secondaire des Sentiers             | des Premières-Seigneuries | 1090, chemin du château-Bigot               | Charlesbourg              |
| École secondaire Vanier                   | de la Capitale            | 700, Boul Wilfrid-Hamel                     |                           |
| École secondaire le Sommet                | des Premières-Seigneuries | 120 rue de la polyvalente                   |                           |
| École secondaire de la Seigneurie         | des Premières-Seigneuries | 645, avenue du Cénacle                      | Beauport                  |
| Académie Ste-Marie                        | des Premières-Seigneuries | 10, rue de l'Académie                       | Beauport                  |
| École secondaire la Courvilloise          | des Premières-Seigneuries | 2265,Avenue Larue                           | Beauport                  |
| École secondaire Roger-Comtois            | de la Capitale            | 158,Boul des Étudiants                      |                           |
| Polyvalente de Neufchâtel                 | de la Capitale            | 3100,Avenue Chauveau                        |                           |
| Collège des Compagnons                    | des Découvreurs           | 3643, avenue des Compagnons, Québec G1X 3Z6 | Ste-Foy–Sillery–Cap-Rouge |
| École secondaire De Rochebelle            | des Découvreurs           | 1095, avenue de Rochebelle, Québec G1V 4P8  | Ste-Foy–Sillery–Cap-Rouge |
| Unité pédagogique L’Onyx                  | des Découvreurs           | 4810, rue Escoffier, Québec G1Y 3A1         | Ste-Foy–Sillery–Cap-Rouge |
| École secondaire Joseph-François-Perrault | de la Capitale            | 140 Ch Ste-Foy, Ville de Québec, QC G1R 1T2 | La Cité-Limoilou          |

## Écoles secondaires publiques anglophones
- École secondaire Laurier
- École secondaire Laurentian
- Quebec High School
- St. Patrick's High School

## Écoles secondaires privées francophones
| Nom d'établissement                      | Adresse                                            | Arrondissement               | Quartier                                     |
| ---------------------------------------- | -------------------------------------------------- | ---------------------------- | -------------------------------------------- |
| École secondaire privée François-Bourrin | 50 avenue des cascades                             | Beauport                     |                                              |
| Collège Jésus-Marie de Sillery           | 2047 chemin St-Louis, Sillery, Québec, G1T 1P3     | Sainte-Foy–Sillery–Cap-Rouge | Sillery                                      |
| Externat Saint-Jean-Eudes                | 650, avenue Bourg-Royale, Québec, Québec, G2L 1M8  | Charlesbourg                 |                                              |
| Collège François-de-Laval                | 6, rue de l'Université, Québec, Québec, G1R 5X8    | La Cité-Limoilou             | Vieux-Québec–Cap-Blanc–colline Parlementaire |
| Collège Saint-Charles-Garnier            | 1150 boulevard René-Lévesque Ouest                 | La Cité-Limoilou             | Saint-Sacrement                              |
| Séminaire des Pères Maristes             | 2315, chemin Saint-Louis, Québec (Québec), G1T 1R5 | Sainte-Foy–Sillery–Cap-Rouge | Sillery                                      |

## Cégeps/Collèges publics francophones
| Nom d'établissement | Adresse                                               | Arrondissement               | Quartier |
| ------------------- | ----------------------------------------------------- | ---------------------------- | -------- |
| Cégep Limoilou      | 1300, 8e Avenue, Québec, Québec, G1J 5L5              | La Cité-Limoilou             |          |
| Cégep Garneau       | 1660, boulevard de l'Entente, Québec, Québec, G1S 4S3 | Sainte-Foy–Sillery–Cap-Rouge |          |
| Cégep de Sainte-Foy | 2410, chemin Ste-Foy, Québec, Québec, G1V 1T3         | Sainte-Foy–Sillery–Cap-Rouge |          |

## Cégep/Collège public anglophone
- CEGEP Champlain – St. Lawrence

## Cégeps/Collèges privés francophones
| Nom d'établissement                                    | Adresse                                                       | Arrondissement   | Quartier            |
| ------------------------------------------------------ | ------------------------------------------------------------- | ---------------- | ------------------- |
| Collège Aviron Québec                                  | 270, boul. Charest Est, Québec, Québec, G1K 3H1               | La Cité-Limoilou | Saint-Roch (Québec) |
| Collège Bart                                           | 751, côte d'Abraham, Québec, Québec, G1R 1A2                  | La Cité-Limoilou | Saint-Jean-Baptiste |
| Collège CDI (fermé)                                    | 905, avenue Honoré-Mercier Bureau 20, Québec, Québec, G1R 5M6 | La Cité-Limoilou | Vieux-Québec        |
| Collège O'Sullivan de Québec (campus français)         | 600, rue Saint-Jean, Québec, Québec, G1R 1P8                  | La Cité-Limoilou | Saint-Jean-Baptiste |
| Collège Mérici                                         | 755, Grande Allée Ouest, Québec (Québec) G1S 1C1              | La Cité-Limoilou | Montcalm            |
| Collège radio télévision de Québec (CRTQ)              | 751, côte d'Abraham, Québec, Québec, G1R 1A2                  | La Cité-Limoilou | Saint-Jean-Baptiste |
| Collège Stanislas (aucun signe d'éducation collégiale) | 1605, chemin Sainte-Foy, Québec, Québec, G1S 2P1              | La Cité-Limoilou | Saint-Sacrement     |

## Cégep/Collège privé anglophone
| Nom d'établissement                                                   | Adresse                                                       | Arrondissement   | Quartier            |
| --------------------------------------------------------------------- | ------------------------------------------------------------- | ---------------- | ------------------- |
| Collège O'Sullivan de Québec (campus anglais)                         | 600, rue Saint-Jean, Québec, Québec, G1R 1P8                  | La Cité-Limoilou | Saint-Jean-Baptiste |
| CDI College Business, Technology & Health Care (campus anglais) fermé | 905, avenue Honoré-Mercier Bureau 20, Québec, Québec, G1R 5M6 |                  | Vieux-Québec        |

## Université publique
| Nom d'établissement | Adresse                                           | Arrondissement               | Quartier           |
| ------------------- | ------------------------------------------------- | ---------------------------- | ------------------ |
| Université Laval    | Université Laval, Québec, Québec, Canada, G1K 7P4 | Sainte-Foy–Sillery–Cap-Rouge | Cité-Universitaire |

## Université du Québec
| Nom d'établissement                                               | Adresse                                        | Arrondissement   | Quartier   |
| ----------------------------------------------------------------- | ---------------------------------------------- | ---------------- | ---------- |
| Institut national de recherche scientifique (INRS) (Siège social) | 490 de la Couronne, Québec, Québec, G1K 9A9    | La Cité-Limoilou | Saint-Roch |
| Université TÉLUQ                                                  | 455, rue de l'Église, Québec, Québec, G1K 9H5  | La Cité-Limoilou | Saint-Roch |
| École nationale d'administration publique (ENAP) (Siège social)   | 555, Boul Charest Est, Québec, Québec, G1K 9E5 | La Cité-Limoilou | Saint-Roch |

## Écoles spécialisées privées
| Nom d'établissement                               | Adresse                                                   | Arrondissement         | Quartier     |
| ------------------------------------------------- | --------------------------------------------------------- | ---------------------- | ------------ |
| École nationale de camionnage et équipement lourd | 1015, rue Godin, bur. 800, Québec, Québec, G1M 2X5        | Les Rivières           | Vanier       |
| École de danse de Québec                          | 310, boul. Langelier, bureau 214, Québec, Québec, G1K 5N3 | La Cité–Limoilou       | Saint-Roch   |
| École de cinéma et télévision de Québec           | 80 rue Giroux, Québec, Québec                             | La Haute-Saint-Charles | Loretteville |
| Académie de formation équestre du Québec          |                                                           |                        |              |